# 3782 Целле
3782 Целле (3782 Celle) — астероїд головного поясу, відкритий 3 жовтня 1986 року.
Тіссеранів параметр щодо Юпітера — 3,505.